# Товарищество М. И. Бостанжогло
Товарищество М. И. Бостанжогло — одна из старейших табачных фирм в России. Была основана в 1820 году в Москве купцом 2-й гильдии М. И. Бостанжогло. Упразднена в 1918 году.

## История
Табачная фабрика в Москве была основана в 1820 году купцом 2-й гильдии Михаилом Ивановичем Бостанжогло (Бостанджогло), занималась выпуском курительного табака и сигар; считается, что именно Бостанжогло первым привёз в Москву папиросы и предложил заменить привычные чубуки и курительные трубки на бумажные гильзы.
В 1845 году на производстве работало 44 человека. Магазины торгового дома «М. Бостанжогло с сыновьями» располагались на Кузнецком мосту и Никольской улице) в Москве, а также в других городах России. В дальнейшем фирмой также управляли родственники: члены семьи Бостанжогло владели большей частью акций и формировали дирекцию предприятия. В 1859 году табачная фабрика разместилась на Старой Басманной улице в доме генерал-поручика Чернышёва. Для этого были построены производственный корпус и фабричная школа по проекту архитектора Кюлевейна. Дом сохранился в XXI веке и был признан объектом культурного наследия.
В 1884 году рабочие фабрики не вышли на работу из-за того, что им уменьшили заработную плату. Чтобы успокоить рабочих помимо местной полиции понадобились 70 конных и пеших жандармов. В 1903 году на фабрике работало 1132 человека, к 1913 году после усовершенствования процесса набивки папирос, количество рабочих уменьшилось до 700. В 1914 году было выпущено около 500 тыс. кг табачных изделий.
В Москве конкурентами Бостанжогло были два крупных производства, принадлежавшие караимским купцам Габаям (впоследствии — фабрика «Ява») и Абраму Катыку (фабрика «Дукат»).
В период с 1881 по 1918 год фабрикой руководил внук основателя — Михаил Николаевич Бостанжогло, приходившийся двоюродным братом Константину Станиславскому. Совладельцем предприятия с 40% акций оставался его брат орнитолог В. Н. Бостанжогло. После революции фабрика на Старой Басманной была национализирована и вскоре закрыта (уже в 1920-х годах в её здании разместился Бауманский райком ВКП(б)).